# 메드히 라센
메드히 그레고리 주세페 라센(아랍어: مدحي جيرجيوس جستنيان لحسن, Medhi Gregory Giuseppe Lacen, 1984년 5월 14일 ~ )은 이탈리아인 어머니와 알제리인 아버지 사이에서 태어난 알제리의 전 축구 선수이다. 포지션은 수비형 미드필더이다.